# سورد آرت أونلاين ذا موفي: أوردينال سكيل
سورد آرت أونلاين ذا موفي: أوردينال سكيل (باليابانية: 劇場版 ソードアート・オンライン -オーディナル・スケール-، بالروماجي: Gekijō-ban Sōdo Āto Onrain -Ōdinaru Sukēru-) هو فيلم أنمي مقتبس من سلسلة الرواية الخفيفة، سورد آرت أونلاين من تأليف ريكي كاواهارا. الفيلم من إخراج توموهيكو إيتو، وإنتاج استوديو أيه-1 بكتشرز، عرض الفيلم في اليابان في 18 فبراير عام 2017.

## القصة
تدور أحداث القصة في عام 2026، حيث تم إصدار لعبة واقع افتراضي جديدة اسمها أوردينال سكيل، تلعب اللعب في الواقع بينما يكون اللاعب واعيًا، بدلاً من استخدام الواقع الافتراضي. وأصبحت هذة اللعبة الأكثر شعبية بين اللاعبين. تشجع أسونا وليزبيث وسيليكا كيرتو للعب هذة اللعبة.

## الأداء الصوتى
| الشخصية                  | الأداء الصوتي      |
| ------------------------ | ------------------ |
| كريتو / كازوتو كيريغايا  | يوشيتسوغو ماتسوؤكا |
| أسونا                    | هاروكا توماتسو     |
| ليافا / سوغوها كيريغايا  | أيانا تاكيتاتسو    |
| يوي                      | كاناي إيتو         |
| سيليكا / كيكو أيانو      | رينا هيداكا        |
| ليزبيث / ريكا شينوزاكي   | أياهي تاكاغاكي     |
| سينون / شينو أسادا       | ميوكي ساواشيرو     |
| كلين / ريوتارو تسوبوي    | هيرواكي هيراتا     |
| أغيل / أندرو جيلبرت ميلز | هيروكي ياسوموتو    |
| أكيهيكو كايابا           | كويتشي ياماديرا    |
| سيجيرو كيكوكا            | توشيوكي موريكاوا   |
| يونا / يونا شيغيمورا     | ساياكا كاندا       |
| نوتيلوس / إيجي نوتشيزاوا | يوشيو إينوي        |
| دكتور تيتسوهيرو شيغيمورا | تاكيشي كاغا        |

## وصلات خارجية
- الموقع الرسمي
- سورد آرت أونلاين ذا موفي: أوردينال سكيل على موقع IMDb (الإنجليزية)
- سورد آرت أونلاين ذا موفي: أوردينال سكيل على موقع ميتاكريتيك (الإنجليزية)
- سورد آرت أونلاين ذا موفي: أوردينال سكيل على موقع روتن توميتوز (الإنجليزية)
- سورد آرت أونلاين ذا موفي: أوردينال سكيل على موقع نتفليكس (الإنجليزية)
- سورد آرت أونلاين ذا موفي: أوردينال سكيل على موقع ألو سيني (الفرنسية)
- سورد آرت أونلاين ذا موفي: أوردينال سكيل على موقع بوكس أوفيس موجو (الإنجليزية)
- سورد آرت أونلاين ذا موفي: أوردينال سكيل على موقع فيلمافينيتي (الإسبانية)
- سورد آرت أونلاين ذا موفي: أوردينال سكيل على موقع قاعدة بيانات الفيلم (الإنجليزية)
- سورد آرت أونلاين ذا موفي: أوردينال سكيل على موقع ليتربوكسد (الإنجليزية)
- سورد آرت أونلاين ذا موفي: أوردينال سكيل على موقع كينوبويسك (الروسية)